# Sericornis
Sericornis és un gènere d'ocells de la família dels acantízids (Acanthizidae).

## Taxonomia
Segons la Classificació del Congrés Ornitològic Internacional (versió 10.2, 2020) aquest gènere està format per 8 espècies:
- Sericornis keri - espineta de l'Atherton.
- Sericornis humilis - espineta fosca.
- Sericornis frontalis - espineta cellablanca.
- Sericornis maculatus - espineta clapada.
- Sericornis magnirostra - espineta becuda.
- Sericornis beccarii - espineta de Beccari.
- Sericornis nouhuysi - espineta de Nouhuys.
- Sericornis virgatus - espineta desconcertant.